# Раду IX Михня
Раду Михня (на румънски: Radu Mihnea) е господар на Влашко и Молдова и османско протеже, като син на Михня Турчин, приел името Мехмед бей. Княз на Влашко неколкократно: между 1601 и 1602, през 1611 г., от 1611 до 1616 г., 1620 – 1623, както и на Княжество Молдова – 1616 – 1619 и 1623 – 1626 г.
Образован владетел, получил знания в Атон, Венеция и в Падуанския университет. Участва в битката при Хотин, след която посредничи за мира между Османската империя и Жечпосполита.